# Chelmsford (Massachusetts)
Chelmsford (wymowa: /ˈtʃɛlmsfərd/) – miejscowość w hrabstwie Middlesex, w stanie Massachusetts, USA.
Miejscowość przyjęło swoją nazwę od Chelmsford w Anglii.